# Domicella
Domicella är en ort och kommun i provinsen Avellino i regionen Kampanien i Italien. Kommunen hade 1 850 invånare (2017).
Domicella  är en kommun i  provinsen Avellino, i regionen Kampanien, Italien. Kommunen hade 1 850 invånare (2017) och gränsar till kommunerna Carbonara di Nola, Lauro, Liveri, Marzano di Nola, Pago del Vallo di Lauro och Palma Campania. 